# Cemel
Cemel ist eine Belediye (Gemeinde) im Kreis Şarkışla in der türkischen Provinz Sivas.

## Etymologie
Das Dorf wurde Schätzungen zufolge vor 200–300 Jahren gegründet. Die Einwohner sind aus Chorasan und dem heutigen Aserbaidschan. Die fremden Einwanderer wurden von den Menschen aus Şarkışla nicht herzlichst empfangen, so dass sich diese außerhalb der Stadt niederlassen mussten. So entstand die Bezeichnung „Cem(Gemeinschaft)-El(Fremd)“, welches den Fremden Einwanderern aus Chorasan gegeben wurde. Nachdem dann die ersten Unterkünfte ca. 4–5 km von der Stadt Şarkışla entfernt gebaut wurden, prägte sich der Name des Dorfes als Cemel.

## Einwohnerentwicklung
| Jahr | Einwohner |
| ---- | --------- |
| 2018 | 1.480     |
| 2017 | 1.472     |
| 2016 | 1.534     |
| 2015 | 1.495     |
| 2014 | 1.629     |
| 2013 | 1.749     |
| 2012 | 1.797     |
| 2011 | 2.103     |
| 2010 | 2.196     |
| 2009 | 2.232     |
| 2008 | 2.214     |
| 2007 | 2.357     |

| Name          | Zählungsjahr | Einwohner |
| ------------- | ------------ | --------- |
| Cemel (Belde) | 2000         | 2.520     |
| Cemalköy      | 1990         | 2.039     |
| Cemalköy      | 1985         | 1.504     |
| Cemalköy      | 1980         | 1.785     |
| Cemalköy      | 1975         | 2.274     |
| Cemal         | 1970         | 1.565     |
| Cemal         | 1965         | 1.507     |

## Tourismus
Jedes Jahr wird Cemel von mehreren Tausend Menschen besucht. Jährlich wird im Juli in der letzten Woche am Sonntag -"Cemelliler Günü"- ein großes Fest gefeiert.